# Тумаси
Тумаси (рос. Тумасы) — присілок в Палкінському районі Псковської області Російської Федерації.
Населення становить 15 осіб. Входить до складу муніципального утворення Качановська волость.

## Історія
Від 2015 року входить до складу муніципального утворення Качановська волость.

## Населення
| 2001 | 2002 | 2010 | 2016 |
| ---- | ---- | ---- | ---- |
| 28   | ↘27  | ↘19  | ↘15  |